# 203e division d'infanterie (Empire allemand)
Pour les articles homonymes, voir 203e division d'infanterie.
La 203e division d'infanterie est une unité de l'armée allemande créée en 1916 qui participe à la Première Guerre mondiale. Jusqu'en décembre 1917, la division combat sur le front de l'est en Courlande et participe à la Bataille de Riga. En janvier 1918, la division est transférée sur le front de l'ouest puis occupe un secteur dans la région de Reims. Elle est ensuite successivement employée dans la bataille de Champagne et lors de l'offensive Meuse-Argonne avec des pertes importantes. Elle reste en ligne dans le secteur de la Meuse jusqu'à la fin du conflit. Après la signature de l'armistice, la division est transportée en Allemagne et dissoute au cours de l'année 1919.

## Première Guerre mondiale

### Composition

#### 1916
- Infanterie

405e régiment d'infanterie
409e régiment d'infanterie
411e régiment d'infanterie
- 403e compagnie de pionniers

#### 1917
- 405e brigade d'infanterie

405e régiment d'infanterie
409e régiment d'infanterie
411e régiment d'infanterie
- 203e commandement d'artillerie divisionnaire

406e régiment d'artillerie de campagne
403e régiment d'artillerie de campagne

#### 1918
- 405e brigade d'infanterie

406e régiment d'infanterie
409e régiment d'infanterie
411e régiment d'infanterie

### Historique

#### 1916 - 1917
- juillet - 20 octobre : la division est stationnée dans la région de Lockstedt, repos et instruction.
- 20 octobre 1916 - septembre 1917 : occupation d'un secteur du front le long de la Daugava au nord de Daugavpils. Au cours du mois de février 1917, la division occupe un secteur du front le long de la Lielupe.
- 1er - 5 septembre : engagée dans la bataille de Riga
- 5 septembre - 26 décembre : occupation d'un nouveau secteur le long de la Daugava.
- 26 septembre - 2 janvier : retrait du front, transport par V.F. sur le front de l'ouest par Eydtkhunen, Königsberg, Schneidemühl, Berlin, Giessen, Coblence, Trèves, Thionville, Charleville pour atteindre Tournes[1].

#### 1918
- 2 - 25 janvier : mise en réserve de la Ire armée allemande.
- 25 janvier - 15 juillet : occupation d'un secteur du front vers Reims. Au cours du mois de mars, la division occupe un secteur face au fort de la Pompelle.
- 15 juillet - 30 août : engagée dans la bataille de Champagne, attaque à l'est de Prunay et progression jusqu'à la Vesle au niveau de Beaumont-sur-Vesle, pertes importantes lors de l'attaque du village. Organisation d'un secteur à l'est de Prunay jusqu'aux Marquises. Le 30 août, la division est relevée par la 9e division d'infanterie[1].
- 31 août - 1er octobre : repos dans la région de Laon.
- 2 - 9 octobre : mouvement vers le front, engagée dans l'offensive Meuse-Argonne entre Orfeuil et Marvaux-Vieux, violents combats et fortes pertes[1].
- 9 - 15 octobre : retrait du front, placée en seconde ligne, repos.
- 15 octobre - 11 novembre : mouvement vers le front au sud-est de Vouziers vers Olizy et Falaise. À partir du 1er novembre, la division est opposée à des unités américaines et se replie derrière la Meuse vers Mohon. Après la signature de l'armistice, la division est transférée en Allemagne et dissoute au cours de l'année 1919.

## Chefs de corps
| Grade           | Nom                    | Date                                 |
| --------------- | ---------------------- | ------------------------------------ |
| Generalleutnant | Friedrich von Auwärter | 5 juillet - 24 octobre 1916          |
| Generalleutnant | Hinko von Lüttwitz     | 25 octobre 1916 - 30 septembre 1917  |
| Generalmajor    | Wilhelm Kaupert        | 30 septembre 1917 - 1er février 1919 |